# Phascolarctos
Phascolarctos é um gênero marsupial da família Phascolarctidae. Endêmico da Austrália compreende três espécies.